# Site archéologique de Rissergues
Le site archéologique de Rissergues est un site archéologique situé en France sur la commune de Malbo, en région Auvergne-Rhône-Alpes.

## Localisation
Le site est situé sur la Planèze sud du Plomb du Cantal, dans les monts du Cantal, à près de 1 300 mètres d'altitude.

## Historique
Le hameau de Rissergues, datant autour de l'an Mil, faisait partie d'une occupation permanente du terroir dans une économie agricole. Il a été abandonné avant la fin du XIIIe siècle. Une équipe d'archéologues a mis à jour ce site bien conservé après dix ans de recherches dans la région, révélant plus de 800 sites archéologiques et témoignant de la présence humaine depuis la Préhistoire,.

### Protection
Le hameau est inscrit au titre des monuments historiques par arrêté du 26 février 2013.

## Description
Le hameau comprend cinq bâtiments de tailles différentes, entourés de chemins, murs et terrasses, caractéristiques d'un aménagement agro-pastoral. Les bâtiments sont semi-enterrés, avec des murs en pierre sèche et des bourrelets de terre pour l'isolation. Ils ont des toitures mixtes (lauzes et chaume). L'un des bâtiments possédait deux pièces (une pour les animaux et une pour l'habitation), avec un étage et un escalier extérieur. Un autre bâtiment était une seule pièce à usage d'habitation.

## Valorisation du patrimoine
Les vestiges archéologiques de Rissergues sont accessibles avec une animation lors des Journées européennes de l'archéologie.